# Poarium
Poarium es un género con dos especies de plantas de flores perteneciente a la familia Scrophulariaceae. 

## Especies seleccionadas
- Poarium veronicoides
- Poarium verticillatum

- Datos: Q9061195